# رافاييل بيريس فييرا
رافاييل بيريس فييرا (بالبرتغالية: Rafael Pires Vieira‏) هو لاعب كرة قدم برازيلي في مركز الهجوم، ولد في 1 أغسطس 1978 في كريسيوما في البرازيل. لعب مع دنيزلي سبور ونادي جاز ونادي لاهتي ونادي هلسنكي ونادي هيرنفين.

## وصلات خارجية
- رافاييل بيريس فييرا على موقع اتحاد تركيا (لاعب) (الإنجليزية)
- رافاييل بيريس فييرا على موقع قاعدة بيانات كرة القدم.إي يو (الإنجليزية)
- رافاييل بيريس فييرا على موقع Soccerway.com (الإنجليزية)
- رافاييل بيريس فييرا على موقع عالم كرة القدم.نت (الإنجليزية)